# The Hunchback of Notre Dame (album)
| Recensione   | Giudizio |
| ------------ | -------- |
| AllMusic     |          |
| Filmtracks   |          |
| Sputnikmusic |          |

The Hunchback of Notre Dame è un album in studio dei musicisti statunitensi Alan Menken e Stephen Schwartz, pubblicato il 28 maggio 1996. L'album contiene la colonna sonora del film Il gobbo di Notre Dame.

## Descrizione
La colonna sonora del Classico Disney del 1996 Il gobbo di Notre Dame, scritta da Alan Menken e dal paroliere Stephen Schwartz per i testi delle canzoni. L'album fu pubblicato il 28 maggio 1996 dalla Walt Disney Records, raggiungendo l'undicesimo posto della Billboard 200. La colonna sonora fu candidata all'Oscar e al Golden Globe.

## Tracce

### Versione originale
1. Paul Kandel, David Ogden Stiers, Tony Jay e coro – The Bells of Notre Dame – 6:24
2. Tony Jay e Tom Hulce – Out There – 4:25
3. Paul Kandel e coro – Topsy Turvy – 5:36
4. Orchestra e coro – Humiliation – 1:39
5. Heidi Mollenhauer e coro – God Help the Outcasts – 3:45
6. Orchestra – The Bell Tower – 3:05
7. Tom Hulce, Tony Jay e coro – Heaven's Light / Hellfire – 5:23
8. Jason Alexander, Charles Kimbrough, Mary Wickes e Mary Stout – A Guy Like You – 2:53
9. Orchestra e coro – Paris Burning – 1:56
10. Paul Kandel e coro – The Court of Miracles – 1:27
11. Orchestra e coro – Sanctuary! – 6:01
12. Orchestra e coro – And He Shall Smite the Wicked – 3:30
13. Orchestra – Into the Sunlight – 2:08
14. Paul Kandel e coro – The Bells of Notre Dame (Reprise) – 1:11
15. All-4-One – Someday – 4:20
16. Bette Midler – God Help the Outcasts – 3:26

### Versione italiana
Tranne dove indicato diversamente, i testi italiani e la direzione della canzoni sono di Michele Centonze.
1. Carlo Ragone, Franco Chillemi, Eros Pagni e coro – Le campane di Notre Dame – 6:24
2. Eros Pagni e Massimo Ranieri – Via di qua – 4:25
3. Carlo Ragone e coro – Sottosopra – 5:36
4. Orchestra e coro – Umiliazione – 1:39
5. Mietta e coro – Dio fa' qualcosa – 3:45
6. Orchestra – Il campanile – 3:05
7. Massimo Ranieri, Eros Pagni e coro – Luci del paradiso / Fiamme dell'inferno – 5:23
8. Liù Bosisio, Michele Centonze e Renzo Ferrini – Fuoco d'amour – 2:53
9. Orchestra e coro – Parigi brucia – 1:56
10. Carlo Ragone e coro – La Corte dei miracoli – 1:27
11. Orchestra e coro – Rifugio – 6:01
12. Orchestra e coro – Il malvagio sarà sconfitto – 3:30
13. Orchestra – Nella luce del sole – 2:08
14. Carlo Ragone e coro – Le campane di Notre Dame (Reprise) – 1:11
15. Neri per Caso – Quando – 4:20 (testo: Claudio Mattone)
16. Mietta – Dio fa' qualcosa (Single Version) – 3:26